# Football Mountain
Football Mountain är ett berg i Antarktis. Det ligger i Östantarktis. Nya Zeeland gör anspråk på området. Toppen på Football Mountain är 822 meter över havet.
Terrängen runt Football Mountain är varierad.  Trakten är obefolkad. Det finns inga samhällen i närheten.